# Tesia
Tesia – rodzaj ptaków z podrodziny wierzbówek (Cettiinae) w obrębie rodziny wierzbówkowatych (Cettiidae).

## Rozmieszczenie geograficzne
Rodzaj obejmuje gatunki występujące w Azji.

## Morfologia
Długość ciała 7–10 cm, masa ciała 6–12 g.

## Systematyka
Rodzaj zdefiniował w 1837 roku angielski etnolog i przyrodnik Brian Houghton Hodgson w artykule poświęconym trzem nowym rodzajom i podrodzajom drozdów wraz z opisem nowych gatunków, opublikowanym w czasopiśmie „The journal of the Asiatic Society of Bengal”. Hodgson wymienił kilka gatunków – Tesia cyaniventer Hodgson, 1837, Tesia flaviventer Hodgson, 1837 (= Sylvia? castaneo-coronata E. Burton, 1836), Tesia albiventer Hodgson, 1837 i Tesia rufiventer Hodgson, 1837 (= Tesia albiventer Hodgson, 1837) – z których gatunkiem typowym jest (późniejsze oznaczenie) Tesia cyaniventer Hodgson, 1837 (kusaczynka szarobrzucha).

### Etymologia
Tesia: nepalska nazwa Tisi dla kusaczynki szarobrzuchej.

### Podział systematyczny
Do rodzaju należą następujące gatunki:
- Tesia olivea (McClelland, 1840) – kusaczynka złotogłowa
- Tesia cyaniventer Hodgson, 1837 – kusaczynka szarobrzucha
- Tesia superciliaris (Bonaparte, 1850) – kusaczynka skąposterna
- Tesia everetti (E. Hartert, 1897) – kusaczynka rdzawogłowa